# 縮小人生
是一部2017年美國科幻喜劇片，由亞歷山大·潘恩執導和監製，並與吉姆·泰勒共同擔任編劇。電影主演包括麥特·戴蒙、克里斯多夫·華茲、周洪、克莉絲汀·薇格、尼爾·派屈克·哈里斯、傑森·蘇戴西斯與蘿拉·鄧恩。電影講述了一對夫婦決定利用新科技的發明來把身體縮小，以便在實驗社區開始新的生活。當他的妻子在最後一刻拒絕進行程序時，作為丈夫的他必須重新評估他的生活，以及跟一個貧民區的革命者交往的選擇。電影的主要攝影於2016年4月1日在多倫多開始進行。
電影2017年4月30日於第74屆威尼斯影展上首映，派拉蒙影業隨後定檔2017年12月22日在美國上映。該片成為票房毒藥，總收入僅為5,500萬美元對6,800萬美元的製作預算。演員的表現和電影的前提獲得好評，但其執行手法與對主題未能傳遞的想法獲得批評。此電影被選為《國家評論協會》2017年的10大電影之一。當中周洪獲得第75屆金球獎最佳女配角的提名。

## 劇情
在未來，為解決人口過剩和全球暖化的問題，一位科學家已成功研發到「縮小」的技術，把人類縮小至五英寸高度的過程，從而減少對地球能源的消耗。一對夫妻，保羅與奧黛麗·薩帕尼克，他們在奧馬哈遇上財務問題，並看到已經「縮小」的朋友戴夫和嘉露·約翰遜，使奧黛麗羨慕不已。儘管發明者主張「縮小」透過減少浪費是環保友好的理念，然而戴夫卻認為它的好處遠遠不止於此，他認為透過增加他們金錢的價值就能改善生活。
在探索縮小規模的可能性，保羅與奧黛麗同意接受這個過程並搬到縮小人類中最受歡迎社區之一的「休閒樂園」居住。然而在進行「縮小」過程後，保羅此時接到奧黛麗的電話，她指自己無法完成這個程序，在最後一刻反悔，選擇退出並離開了他。
一年後，保羅與奧黛麗協議離婚，他定居於休閒樂園的新公寓。儘管保羅沒有奧黛麗分享他們的資產，他過著相對容易的生活，曾是治療師的他現職為客戶服務主任。在某個生日派對上，保羅與戴夫討論著「縮小」的事，並表示他自己後悔作縮小的決定。不久之後，保羅跟女友分手，並出席了由他的鄰居杜桑舉辦的派對。翌日早上，保羅留意到替杜桑作家居清潔的玉蘭，她是越南政治活動的籌辦者，她因政治活動而被監禁及違反她的意願下被縮小。她是從一個電視盒裡偷渡到美國的唯一倖存者，但她的腿在到達時被截肢。為了幫玉蘭修復她的義肢，保羅隨她回到休閒樂園城牆外的貧民窟房子。在幫助玉蘭那垂死的朋友後，他試圖修復玉蘭的義肢，但卻弄破它，使她無法工作。作為回報，保羅替玉蘭完成其家居清潔的工作，還協助收集她在整個貧民窟分發的食物。杜桑試圖與他的朋友約里斯·康拉德把保羅帶到挪威的第一個縮小社區以逃離義務，但玉蘭也希望跟著他們前往。玉蘭抵達美國後受到國際關注，包括「縮小」技術的發明者，約爾根·亞柏容森博士，他曾邀請玉蘭前往挪威，對濫用他的程序表示遺憾。
在峽灣航行時，保羅的船遇到亞柏容森博士和他的妻子，亞柏容森博士談及北極甲烷釋出的正反饋無法停止，人類註定如此，最終會導致人類滅絕。在抵達第一個地點後，保羅表示亞柏容森博士正計劃在山中創建一個大型保險庫以作為應急措施，在滅絕的情況下隔離殖民地並保護人類。保羅對能夠進入保險庫表示興奮，並邀請玉蘭一同前往，然而她拒絕，及勸他不需要進入保險庫，可以回到他們的社區做好事。保羅進入了保險庫，但在大門即將關閉時轉念並離開，選擇跟玉蘭、杜桑和康拉德一同回去。
眾人回到「休閒樂園」後，保羅協助玉蘭向貧民窟的人們提供必要的援助和物資的工作。

## 演員
- 麥特·戴蒙[10]飾演保羅·薩帕尼克，職業治療師，簽約進行「縮小」程序。
- 克莉絲汀·薇格[11]飾演奧黛麗·薩帕尼克，保羅的妻子，她決定不完成「縮小」程序並與保羅離婚。
- 克里斯多夫·華茲[12]飾演杜尚，塞爾維亞族中老年的派對搞手。
- 尤杜·奇爾[13]飾演喬里斯，杜尚的派對夥伴。
- 周洪[12]飾演陳玉蘭，越南政治活動家及保羅的新女友，她被自己國家的政府強行「縮小」。
- 洛夫·拉斯加德（英语：Rolf Lassgård）[14]飾演約爾根·亞柏容森博士，研究「縮小」程序的發明家。
- 英潔德·埃格伯格（英语：Ingjerd Egeberg）飾演安妮-海倫·亞柏容森，約爾根的妻子。
- 喬昆·迪·艾曼達飾演奧斯瓦爾多·佩雷拉博士
- 傑森·蘇戴西斯飾演戴夫·約翰遜，保羅及奧黛麗的高中校友。
- 瑪麗貝絲·夢露（英语：Maribeth Monroe）飾演卡露·約翰遜，保羅及奧黛麗的高中校友。
- 尼爾·派屈克·哈里斯飾演傑夫
- 蘿拉·鄧恩飾演蘿拉
- 唐·雷克（英语：Don Lake）飾演麥特
- 瑪果·麥汀達爾飾演被縮小的女性（客串）
- 保羅·馬本飾演羅傑

## 製作

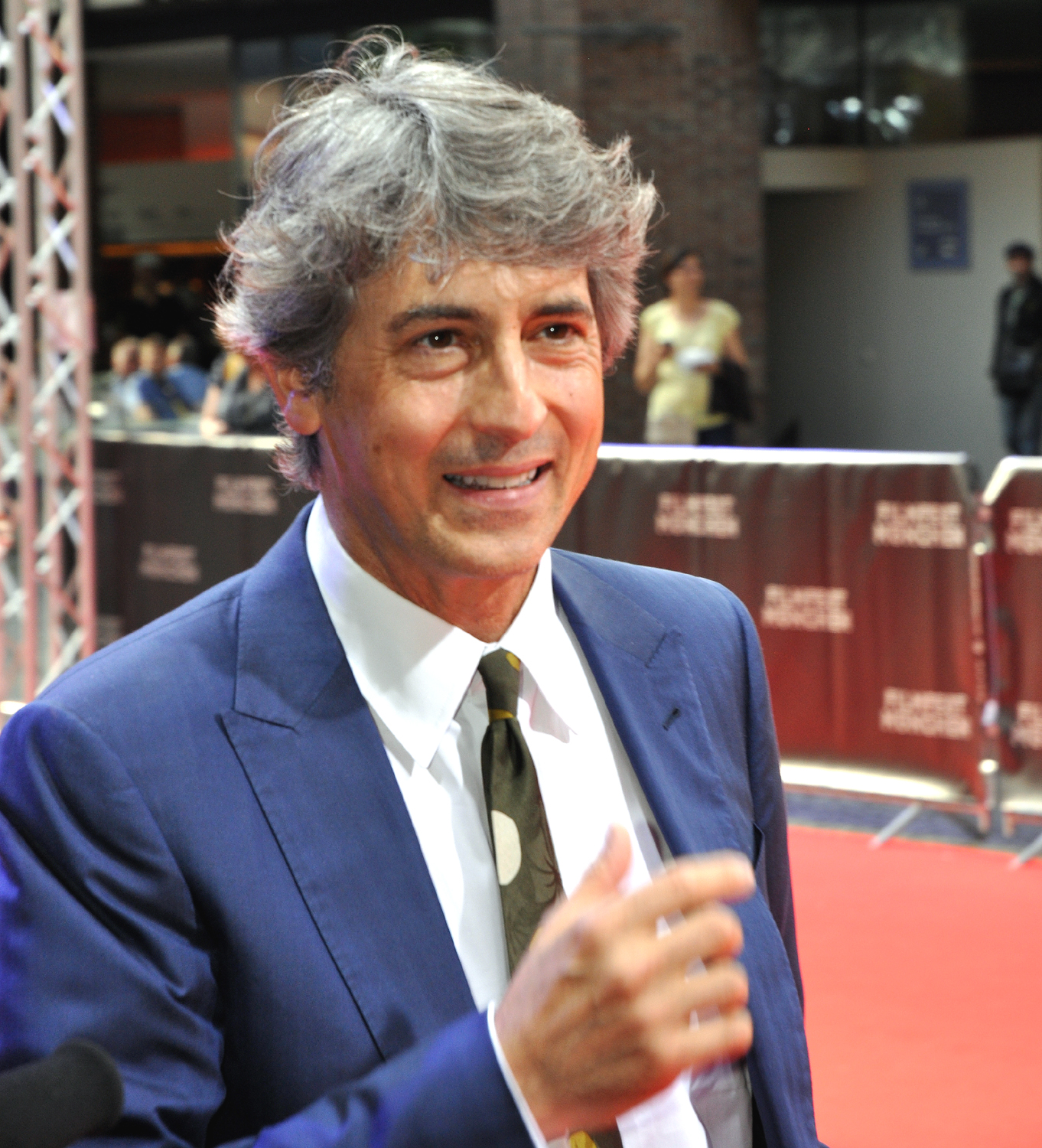
亞歷山大·潘恩身兼《縮小人生》的編劇、導演和監製

在《酒佬日記》（2004年）和《繼承大丈夫》（2011年）間的七年，亞歷山大·潘恩和吉姆·泰勒花了近兩年半的時間來創作《縮小人生》的劇本；原本《縮小人生》才是潘恩繼《酒佬日記》後的下一部電影，但這被《繼承大丈夫》和《內布拉斯加》（2013年）所取代。2014年11月5日，正式宣布，《縮小人生》將作為潘恩繼《內布拉斯加》後的下一部電影。二十世紀福斯原本要發行該片，直到2015年10月2日，派拉蒙影業獲得了《縮小人生》的發行權。2015年1月8日，宣布Annapurna Pictures將為該片出資。而潘恩的製片公司Ad Hominem Enterprises也參與了製作。《縮小人生》由潘恩和馬克·強森共同擔任監製，而劇本則由潘恩和吉姆·泰勒合力撰寫。
2017年4月，洛夫·肯特被聘來為電影的配樂作曲。

### 選角
瑞絲·薇斯朋自2009年以來就一直在本片的計劃之中，在當時，保羅·賈麥提與薩夏·拜倫·柯恩都是本片的演員之一。2014年11月5日，麥特·戴蒙正式加入本片的演出。2015年1月7日，薇斯朋仍會參與本片，這也是她繼1999年電影《風流教師霹靂妹》後再度和潘恩合作1月8日，宣布亞歷·鮑德溫、尼爾·派屈克·哈里斯和傑森·蘇戴西斯都已加入演出。2016年3月10日，克里斯多夫·華茲與周洪確認參演。2016年3月29日，宣布克莉絲汀·薇格將取代薇斯朋來飾演女主角。2016年8月，宣布瑪格·馬丁戴爾將在片中飾演一名小配角。

### 拍攝
主要攝影於2016年4月1日在加拿大安大略省多倫多的約克大學開拍。其他取景地包括奧馬哈、洛杉磯及位在挪威的特羅爾峽灣。

## 發行
《縮小人生》最先於2017年8月30日的第74屆威尼斯影展上首映，並作為該影展的開幕片。而發行商派拉蒙影業則將本片定於2017年12月22日在美國上映。

### 評價
爛番茄根據299條評論，持有46%的新鮮度，平均得分5.7／10。在Metacritic上，電影獲得了63分。

## 外部連結
- 互联网电影数据库（IMDb）上《縮小人生》的资料（英文）
- 爛番茄上《縮小人生》的資料（英文）
- Box Office Mojo上《縮小人生》的資料（英文）
- AllMovie上《縮小人生》的资料（英文）
- Metacritic上《縮小人生》的資料（英文）
- 開眼電影網上《縮小人生》的資料（繁體中文）
- 豆瓣电影上《縮小人生》的資料 （简体中文）
- 时光网上《縮小人生》的資料（简体中文）